# Wapen van Meeuwen-Gruitrode

Het wapen van Meeuwen-Gruitrode (sinds 1986).

Het wapen van Meeuwen-Gruitrode is het heraldisch wapen van Meeuwen-Gruitrode, een deelgemeente van Oudsbergen in de Belgische provincie Limburg. Het wapen werd op 8 juli 1986 bij Ministerieel Besluit aan de destijds nieuwe fusiegemeente Meeuwen-Gruitrode toegekend.

## Geschiedenis
Nadat de fusiegemeenten Meeuwen (in 1970 met Ellikom en Wijshagen) en Gruitrode (in 1970 Neerglabbeek) in 1977 waren gefusioneerd tot Meeuwen-Gruitrode, werd het voormalige gemeentewapen van Gruitrode ("Gedwarsbalkt van tien stukken goud en rood met de zilveren hoofdletter G over alles heen") als basis genomen, waaraan een schuinbalk van azuur werd toegevoegd en de zilveren hoofdletter M. De schuinbalk van azuur was ontleend aan een zegel van schepenbank van Meeuwen uit de 15e eeuw, die het wapen van Loon met een schuinbalk toonde. Daar beide gemeenten (Meeuwen en Gruitrode) deel uitmaakten van het graafschap Loon is het ook niet verwonderlijk dat beiden historisch gezien dit wapen in een of andere variant voerden.

## Blazoenering
De huidige blazoenering luidt:

Gedwarsbalkt van tien stukken van goud en van keel, met een smalle schuinbalk van lazuur over alles heen, vergezeld boven van de hoofdletter M en beneden van de hoofdletter G, beide van zilver.
— Ministerieel Besluit van 8 juli 1986.

## Verwante wapens

Wapen van de graven van het graafschap Loon.
Het wapen van Loon en alle afgeleide wapens daarvan.